# Ластовень жовтий
Ластовень жовтий (Vincetoxicum flavum) — вид трав'янистих рослин з роду ластовень (Vincetoxicum) підродини ластівневих (Asclepiadoideae) родини кутрових.

## Загальна біоморфологічна характеристика
Трав'яниста багаторічна рослина 0,7–1,8 м завдовжки. Коріння численне, тонке, світло-буре. Стебла тонкі, виткі від середини, дворядно запушені широкими смугами коротких кучерявих волосків, які донизу стають більш рідкими до майже голих. Нижні дистки — еліптичні, середні — яйцеподібні, 10–14 см завдовжки та 4–6 см завширшки, біля основи округлі, на верхівці відтягнуто загострені, по краях і по жилках рідко запушені, тонкі, знизу бліді, зверху темно-зелені. Черешки 0,5–1,5 см завдовжки, із запушенням подібному на стеблах, густіше, ніж запушення листя, але не дуже густе. Квітки жовті 5–6 мм в діаметрі, розташовані по 5–10 шт. у пазухах листків на тонких односторонньо густо запушених пазушних квітконосах 2,0–4,5 см завдовжки, розташованих по одному-два у вузлі. Квітконіжки тонкі, звивисті, односторонньо запушені, у 1,5–2 рази довші за квітки. Віночок зрослопелюстковий, 5–6 мм в діаметрі, всередині густо запушений; лопаті яйцеподібні. Частки чашечки трикутні, 1,0–1,2 мм завдовжки, майже голі; лопаті віночка вдвічі довше чашечки, яйцеподібні, тупі, з внутрішньої сторони густо запушені, 2,0–2,5 мм завдовжки; коронка тичинок з п'ятьма м'ясистими, роздутими, округлими, на третину надрізаними лопатями. Плівчасті придатки пиляків вузькі, серпоподібні, зігнуті до рильця. Полінії жовті, булавоподібні, трохи довші червоного тільця, до якого вони прикріплені дугасто вигнутими вгору тяжами. Плід — листянка; насінини з чубчиком. Цвіте у червні — липні.

## Історія
В Національному Гербарії України Інституту ботаніки Національної академії наук України зберігається зразок ластовня жовтого, вперше зібраного українськими ботаніками Володимиром Михайловичем Остапком і Раїсою Іванівною Бурдою в липні 1992 року в урочищі Музичий ліс, поблизу села Хрестище Слов'янського району Донецької області і описаного В. М. Остапком в Українському ботанічному журналі у 1995 році.

## Спорідненість
Вид близький до ластовня Ремана (Vincetoxicum rehmannii), від якого відрізняється виключно округлими біля основи листям, більш дрібними квітками, формою поллініїв. Від ластовня Юзепчука (Vincetoxicum juzepczukii) відрізняється довшими стеблами, більшими листками, біля основи округлими, а не серцеподібними, довшими черешками і квітконосами, коронкою без проміжних зубчиків. Від ластовня виткого (Vincetoxicum scandens) відрізняється жовтими квітками, формою полініїв, вузьким плівчастим придатком пиляка, коротшими квітконіжками.

## Екологія
Зростає по заплавних байрачних лісах.

## Поширення
Східнопричорноморський ендемік. В Україні зустрічається в Донецькому Лісостепу.

## Чисельність
Трапляється поодинці, дуже рідко.

## Заходи охорони
Рідкісна рослина. Занесена до Червоної книги Донецької області та до Офіційного переліку регіонально рідкісних рослин Донецької області. Охороняється на територіях наступних об'єктів природно-заповідного фонду:
- Лісовий заказник загальнодержавного значення «Бердянський»,
- лісовий заказник місцевого значення «Урочище Леонтьєво-Байрацьке»,
- ботанічний заказник місцевого значення «Пристенське».

Вирощують в Донецькому ботанічному саду НАН України з 1992 р.